# Violant de Polònia
|  | Per a altres significats, vegeu «Violant d'Hongria». |

Violant d'Hongria Làscaris o Iolanda de Polònia (Esztergom, Hongria, 1235 – Gniezno, Polònia, 11 de juny de 1298) va ser una princesa d'Hongria, monja clarissa, avui venerada com a beata per l'Església catòlica com a beata Iolanda o Elena d'Hongria.

## Biografia
Era filla de Bela IV i Maria Làscaris, i germana de les santes Margarida i Cunegunda, i neboda de santa Elisabet d'Hongria. De jove, fou enviada a Polònia, on s'educà amb la seva germana Cunegunda, casada amb el duc de Polònia. S'hi acordà el seu matrimoni amb Boleslau de la Gran Polònia, que va tenir lloc el 1257. Durant el seu matrimoni, va destacar per la seva dedicació als necessitats i pobres, i com a benefactora de monestirs i hospitals. El seu marit, que li donava suport en aquestes obres, va rebre el sobrenom de el Pietós. Va quedar vídua en 1279.
Poc després, Violant, amb Cunegunda i una de les seves filles, es va retirar al monestir de clarisses que la segona havia fundat a Nowy Sącz. Arran d'una guerra en la zona, Violant va fundar en 1284 un nou monestir a Gniezno i hi marxà. Poc abans de morir (entre 1298 i 1304), acceptà ésser-ne abadessa.
Amb Boleslau, va tenir tres filles:
- Elisabet de Kalisz (1263 - 28 de setembre de 1304), casada amb Enric V, duc de Legnica.
- Eduvigis de Kalisz (1266 - 10 de desembre de 1339), casada amb Ladislau I de Polònia.[6]
- Anna de Kalisz (1278), monja a Gniezno.

## Veneració

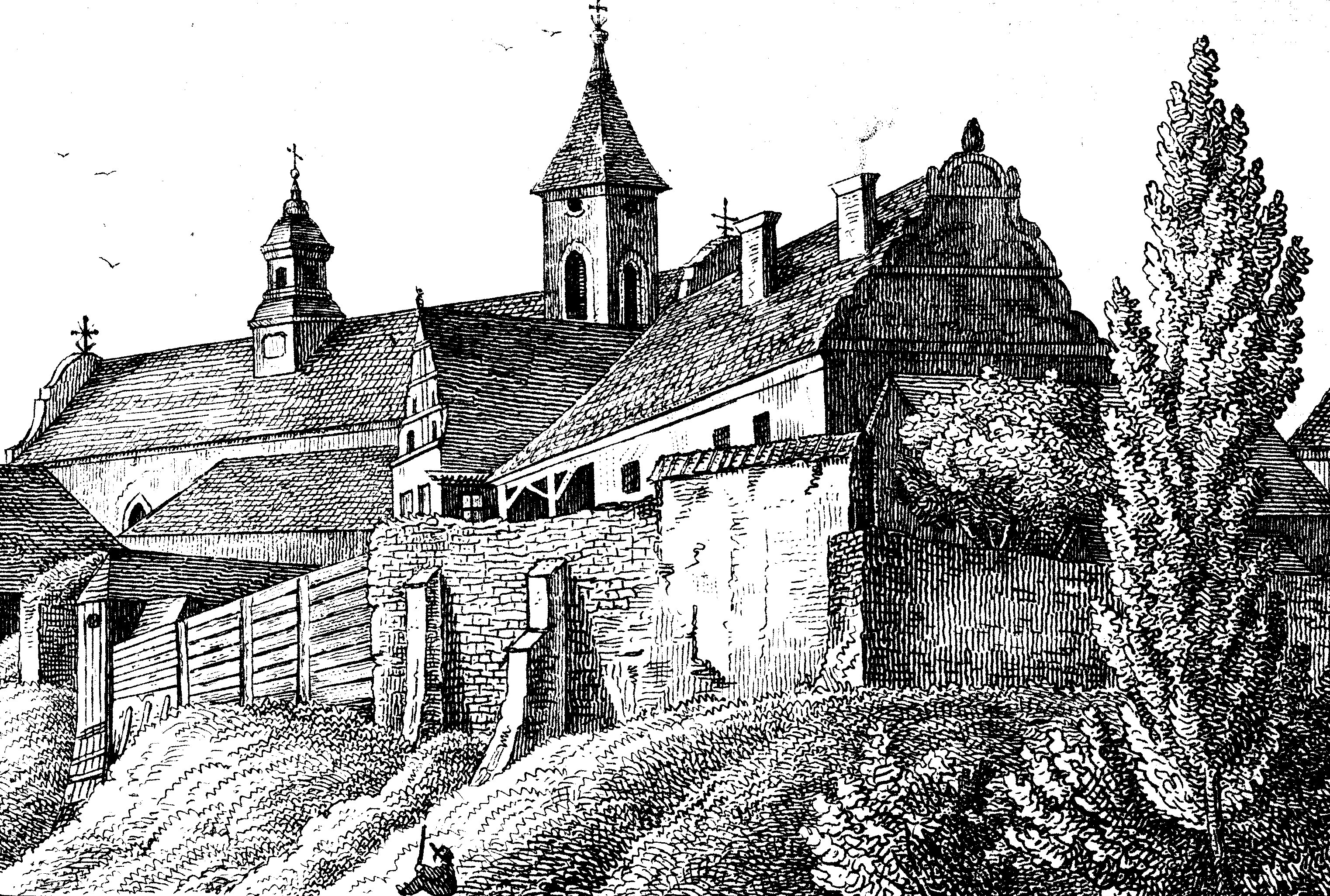
Gravat del 1843 amb el convent de clarisses de Gniezno, tancat en 1837.

Va ésser proclamada beata en 1827; les seves germanes Cunegunda i Margarida van ésser canonitzades posteriorment.